# Gunnar Henricson
Gunnar Henricson, född 7 november 1909 i Engelbrekts församling i Stockholms stad, död 11 juli 1990 i Strängnäs domkyrkoförsamling i Södermanlands län, var en svensk militär.

## Biografi
Henricson avlade studentexamen i Djursholm 1929. Han avlade officersexamen vid Krigsskolan 1932 och utnämndes samma år till fänrik vid Södermanlands regemente, där han befordrades till löjtnant 1936. Han utbildade sig vid Krigshögskolan 1941–1943 och utnämndes till kapten vid Södermanlands pansarregemente 1942. Han inträdde i Generalstabskåren 1946, var lärare i krigskonst (strategi) vid Artilleri- och ingenjörhögskolan 1946–1948 och överfördes till Norra Smålands regemente 1948, varefter han befordrades till major i Generalstabskåren 1950, studerade vid Försvarshögskolan 1951 och var lärare vid Krigshögskolan. Han tjänstgjorde vid Västernorrlands regemente 1953–1956 och befordrades till överstelöjtnant 1955. År 1958 befordrades han till överste, varpå han var stabschef vid staben i VI. militärområdet 1958–1963 och chef för Södermanlands regemente 1963–1970. Åren 1971–1976 tjänstgjorde Henricson vid staben i Östra militärområdet. Han är begravd på Södra kyrkogården i Strängnäs.

## Utmärkelser
- Riddare av första klass av Svärdsorden, 1950.[15]
- Kommendör av Svärdsorden, 21 november 1963.[16]
- Kommendör av första klass av Svärdsorden, 11 november 1966.[17]